# کمنچی ویلج (کالیفرنیا)
کمنچی ویلج (به انگلیسی: Camanche Village) یک منطقهٔ مسکونی در ایالات متحده آمریکا است که در شهرستان آمادور، کالیفرنیا واقع شده‌است. کمنچی ویلج ۱۴٫۱۲۲ کیلومتر مربع مساحت و ۸۴۷ نفر جمعیت دارد و ۸۴ متر بالاتر از سطح دریا واقع شده‌است.